# 納浩一
納 浩一（おさむ こういち、1960年10月24日 - ）は、日本のジャズベース奏者。

## 来歴
大阪府出身。甲陽学院中学校・高等学校（60回）を経て、1984年京都大学経済学部卒業。同12月、バークリー音楽大学（ボストン市）に留学した。
1985年度、1986年度にバークリー・エディ・ゴメス・アウォードを受賞。1987年同大学作曲編曲科を卒業した。
1988年に帰国後はジャズミュージシャンとして活動。渡辺貞夫グループのレギュラー・ベーシストとして、日本のライブハウスやモントールジャズフェスティバルを初め、世界各国のジャズフェスティバルに多数出演。

## ディスコグラフィ
- 『三色の虹』（1997年7月）
- 『DuoRama』（1999年3月）
- 『琴線 / The Chord』（2006年1月）
- 『DuoRama 2』（2009年3月）
- 『DuoRama Standards』（2015年7月）

## DVD
- 『すぐ弾けるジャズ・ベース』
- 『ジャズベース・スタンダード』
- 『ウォーキング・ベース自由自在』
- 『ウッド・ベースの嗜み』

## 著書
- 『ジャズスタンダード・バイブル1・2』
- 『ジャズスタンダード・バイブル・フォー・ボーカル』
- 『ジャズスタンダード・バイブル for ADLIB』
- 『ジャズ・スタンダード・セオリー』
- 『DuoRama Standards』